# I formidabili
I formidabili (The Games) è un film del 1970 diretto da Michael Winner.
La pellicola è basata sul romanzo di Hugh Atkinson ed è stata prodotta dalla 20th Century Fox.

## Trama
Roma, 1960. L'inglese Harry Hayes, il cecoslovacco Pavel Vendek, l'americano Scott Reynolds e l'aborigeno australiano Pintubi, si allenano per partecipare alla maratona dei Giochi della XVII Olimpiade.

## Produzione
Nel cast figurano Michael Crawford, Ryan O'Neal, Charles Aznavour, Stanley Baker, Jeremy Kemp e Athol Compton.
Il film essendo ambientato dieci anni prima alle Olimpiadi di Roma fu girato anche a Roma allo stadio olimpico e per riempire lo stadio di spettatori si pensò di non fare ricorso a comparse o a filmati di repertorio, ma di utilizzare circa quarantamila manichini come è stato anche documentato in un servizio filmato del backstage. La vera maratona delle olimpiadi di Roma fu vinta da Abebe Bikila e il suo arrivo non avvenne allo stadio come nel film, ma all'Arco di Costantino.
La colonna sonora è stata composta da Francis Lai e il brano From Denver to L.A. è interpretato da Elton John.
Nel 33 giri della colonna sonora del film viene riportato un errore di ortografia nel nome di Elton John (Elton Johns); From Denver to L.A. fu anche pubblicata come singolo su 45 giri (con il medesimo errore ortografico). Adesso sia il 33 giri che il 45 giri sono diventati rarità abbastanza ricercate.